# コナー・ジェサップ
コナー・ウィリアム・ジェサップ（Connor William Jessup, 1994年6月23日 - ）は、カナダの俳優、監督、プロデューサー、脚本家である。

## キャリア
『フル・モンティ』の舞台版などに出演した後、子供向けテレビシリーズ『The Saddle Club』に出演、1つのエピソードの原案も担当した。2011年の長編映画『Amy George』に出資しエグゼクティブ・プロデューサーの一人に名を連ね、映画は同年のトロント国際映画祭で上映された。
2011年よりスティーヴン・スピルバーグ製作総指揮によるTNTのSFテレビドラマ『フォーリング スカイズ』にヘベン・メイソン役で出演して知名度を高めた。同ドラマでの演技によりサターン賞のテレビ部門の最優秀若手俳優賞にノミネートされた。
2012年のカナダのインディペンデント映画『Blackbird』では主演を務めた。
2016年には『アメリカン・ホラー・ストーリー』第2シーズンにメインキャストの一人として出演。
2019年6月、自身のSNSでゲイであることをカミングアウトした。
2020年にはゲイ雑誌『アティテュード』の表紙を飾る。
同年からはTVドラマシリーズ『ロック&キー』にメインキャストの一人として出演。
監督としても活動しており、数々の短編映画を脚本から手掛けてプロデュースしている。2024年には『ジュリアン・アンド・ザ・ウィンド』を制作。

## 人物
映画に精通しており、映画評論家としても活動している。
日本映画への造詣も深く、監督としては鈴木清順の大ファンである。
『13の理由』で知られる俳優のマイルズ・ハイザーと交際しており、彼との交際による気持ちの変化がカミングアウトをするきっかけとなった。

## フィルモグラフィ

### 出演

#### テレビシリーズ
| 年          | 作品                                | 役名                                                         | 備考                                             |
| ----------- | ----------------------------------- | ------------------------------------------------------------ | ------------------------------------------------ |
| 2007        | The Jon Dore Television Show        | Bat Throwing Kid #3                                          | 第1シーズン第9話「Jon Gets Scared」              |
| 2008-2009   | The Saddle Club                     | サイモン・アサートン                                         | 計27話出演                                       |
| 2011        | King                                | Ben Moser                                                    | 第1シーズン第4話「Eleni Demaris」                |
| 2016-2017   | アメリカン・ホラー・ストーリー      | テイラー・ブレイン（シーズン2）、コイ・ヘンソン（シーズン3） | シーズン2はメインキャスト、シーズン3はゲスト出演 |
| 2011-2015   | フォーリング スカイズ Falling Skies | ベン・メイソン                                               | メインキャスト                                   |
| 2020 - 2022 | ロック&キー Locke & Key             | タイラー・ロック                                             | メインキャスト                                   |

#### 映画
| 年   | 作品                                  | 役名               | 備考           |
| ---- | ------------------------------------- | ------------------ | -------------- |
| 2012 | Blackbird                             | ショーン・ランダル |                |
| 2014 | Skating To New York                   | Casey Demas        |                |
| 2015 | さよなら、ぼくのモンスター            | オスカー           | 主演           |
| 2019 | White Lies                            | オーウェン         |                |
| 2019 | ストレンジ・アフェア Strange But True | ロニー・チェイス   | 日本劇場未公開 |

### その他のクレジット
| 年   | 作品                  | クレジット                               | 備考     |
| ---- | --------------------- | ---------------------------------------- | -------- |
| 2010 | I Don't Hurt Anymore! | 製作総指揮・製作・監督・脚本・撮影・編集 | 短編映画 |
| 2015 | Boy                   | 監督・脚本・プロデュース                 | 短編映画 |
| 2019 | Night Flight          | 監督・脚本                               | 短編映画 |
| 2024 | Julian and the Wind   | 監督・脚本・プロデュース                 | 短編映画 |